# Et familieforetagende
Et familieforetagende er en dansk kortfilm fra 2017 instrueret af Carina Randløv.

## Handling
Keld ringer til politiet. “Det er min kone Margit. Hun er ikke kommet hjem efter arbejde. Hun er bogholder i min svogers bedemandsfirma. Hun har arbejdet der i 13 år”. Keld sidder uforstående tilbage i sin lænestol. For at støtte ham er familien flyttet ind. Sokkerne hænger under ham. Keld og Margits eneste søn er på juice-kur og irriteret over, at han ikke kan trække de sokker op.
Hans kusine er kommet hjem fra sit ny-cirkus ophold i Tyskland. Margits søster tager sig af kaffebrygningen, mens hendes mand, bedemanden, opholder sig en del på altanen. Der må man ryge.
De er samlede, fordi Margit er væk, men livets almindeligheder har det med at overtage, sådan at de glemmer dramaet et øjeblik.

## Medvirkende
- Claus Flygare
- Anne Dalsgaard
- Stina Mølgaard
- Torben Vadstrup